# Prionyx gobiensis
Prionyx gobiensis là một loài côn trùng cánh màng trong họ Sphecidae, thuộc chi Prionyx. Loài này được Tsuneki miêu tả khoa học đầu tiên năm 1971.